# سباق باريس روبيه 1906
طواف باريس 1906 هو سباق دراجات هوائية أقيم بتاريخ 15 أبريل، تكون السباق من مرحلة واحدة، وامتدّ لمسافة 270 كم بسرعة 27.123 كم/س، استغرق السباق 9 ساعات و59 دقيقة و30 ثانية. فاز به الفرنسي هنري كورنيه.

## الترتيب
| م                     | الدرّاج      | البلد | الزمن                       |
| --------------------- | ----------- | ----- | --------------------------- |
| الفائز بالترتيب العام | هنري كورنيه | فرنسا | 9 ساعات و59 دقيقة و30 ثانية |